# Lista de prefeitos de Tatuí
Esta é a lista de prefeitos e vice-prefeitos nomeados e eleitos de Tatuí, município brasileiro localizado no estado de São Paulo desde o final do século XIX até os dias atuais.
O cargo de prefeito foi criado em 11 de abril de 1835, pela assembleia provincial paulista, em reação aos amplos poderes conferidos pelo Código de Processo Criminal de 1832 às câmaras municipais. Seguiram o exemplo paulista seis províncias do nordeste brasileiro (Alagoas, Ceará, Maranhão, Paraíba, Pernambuco e Sergipe).
Sob a vigente ordem constitucional, essa designação é dada ao funcionário público do Poder Executivo municipal, que exerce seu cargo em função de uma legislatura (mandato), sendo para tanto eleito a cada quatro anos, podendo ser reeleito por mais 4 anos (segundo mandato).
Funções
O poder executivo municipal chefia a administração e comanda os serviços públicos, tendo como comandante o prefeito.
A partir da constituição brasileira de 1934, o cargo de prefeito passou a ser o único, em todo o Brasil, ao qual estão atribuídas as funções de chefe do poder executivo do governo local, em simetria aos chefes dos executivos da União e do estado, portanto, em forma monocrática. Este texto quer dizer que deverá haver harmonia e integração de ação entre as esferas envolvidas sem a intervenção de uma na outra, exceto nos casos previstos na Constituição Federal.
Eleições
O prefeito é eleito por sufrágio universal, secreto, direto, em pleito simultâneo em todo o País, realizado a cada quatro anos, no primeiro domingo de outubro.
E trinta dias após tem lugar o segundo turno, se o eleito em primeiro lugar não atingir 50% dos votos válidos mais um voto, no caso de municípios com mais de duzentos mil eleitores.
Conforme a legislação eleitoral atual no Brasil para tornar-se elegível, exige-se uma série de requisitos;
- Possuir nacionalidade brasileira ou portuguesa (neste caso, o cidadão português deve se encontrar amparado pelo Estatuto de Igualdade entre Portugueses e Brasileiros),
- Título de eleitor em dia e estar em gozo pleno do exercício dos direitos políticos,
- Domicilio eleitoral na circunscrição na qual o candidato se apresenta,
- Filiação partidária,
- Ser alfabetizado (tópico invalidado pela atual constituição brasileira de 1988),
- Desincompatibilização de cargo público — Se ocupa um cargo público deve sair seis meses antes das eleições e voltar caso possa só após seis meses ao pleito eleitoral,
- Renúncia de outro mandado até seis meses antes do pleito e não ser parente afim ou consangüíneo, até segundo grau, ou cônjuge de titular de cargo eletivo; pode, entretanto, ser candidato à reeleição (artigo 14 da Constituição),
- Ter idade mínima de 21 anos.

## Intendentes nomeados pelo Governador (1891–1930)
| Nº | Nome                           | Partido                          | Início do mandato | Fim do mandato |
| 1  | Luiz de Oliveira Leite Setúbal | Partido Republicano Paulista PRP | 1891              | 1892           |
| 2  | Joaquim de Paula Arruda        | Partido Republicano Paulista PRP | 1893              | 1895           |
| 3  | Salles Gomes                   | Partido Republicano Paulista PRP | 1896              | 1898           |
| 4  | Antônio da Rocha Freitas Leão  | Partido Republicano Paulista PRP | 1899              | 1901           |
| 5  | Manoel Luís da Silva Sá        | Partido Republicano Paulista PRP | 1901              | 1903           |
| 6  | Cândido José de Oliveira       | Partido Republicano Paulista PRP | 1903              | 1918           |
| 7  | Laurindo Minhoto               | Partido Republicano Paulista PRP | 1918              | 1919           |
| 8  | Martiniano Azevedo             | Partido Republicano Paulista PRP | 1920              | 1920           |
| 9  | Norman Bernardes               | Partido Republicano Paulista PRP | 1920              | 1926           |
| 10 | Nicolau Sinisgalli             | Partido Republicano Paulista PRP | 1927              | 1930           |

## Prefeitos eleitos indiretamente pela Câmara Municipal (1930–1948)
| Nº | Nome                           | Partido                         | Início do mandato | Fim do mandato        |
| 11 | Assunção Ribeiro               |                                 | 1930              | 1933                  |
| 12 | Oscar Augusto Silveira da Mota |                                 | 1932              | 1932                  |
| 13 | João Gândara Mendes            |                                 | 1933              | 1935                  |
| 14 | Firmo Vieira de Camargo        |                                 | 1935              | 1935                  |
| 15 | Deócles Vieira de Camargo      |                                 | 1935              | 1936                  |
| 16 | Benedito Pereira Machado       |                                 | 1936              | 1936                  |
| 17 | Joaquim Vieira de Campos       |                                 | 1937              | 1938                  |
| 18 | Antônio Tricta Jr              | Partido Social Democrático PSD  | 1938              | 1945                  |
| 19 | Rafael Orsi                    | Partido Democrata Cristão PDC   | 1945              | 1945                  |
| 20 | Chiquinha Rodrigues            | Partido Democrata Cristão PDC   | 1945              | 1946                  |
| 21 | José Antônio Seabra            | Partido Social Progressista PSP | 1946              | 1947                  |
| 22 | Fernando Guedes de Moraes      | Partido Social Progressista PSP | 1947              | 30 de janeiro de 1948 |

## Prefeitos democraticamente eleitos (1948–presente)
| Nº | Nome                           | Partido                                          | Vice-prefeito                      | Início do mandato      | Fim do mandato         | Observações                                                                        |
| 23 | Antônio Tricta Júnior          |                                                  | Aniz Boneder                       | 31 de janeiro de 1948  | 1951                   | Prefeito e vice eleitos em sufrágio universal                                      |
| 24 | Aniz Boneder                   |                                                  | Cargo vago                         | 1951                   | 30 de janeiro de 1952  | Vice-prefeito eleito no cargo de prefeito até final do mandato                     |
| 25 | Alberto dos Santos             | Partido Social Progressista PSP                  | Pompeo Reali                       | 31 de janeiro de 1952  | 1955                   | Prefeito e vice eleitos em sufrágio universal                                      |
| 26 | Pompeo Reali                   | Partido Social Progressista PSP                  | Cargo vago                         | 1955                   | 30 de janeiro de 1956  | Vice-prefeito eleito no cargo de prefeito até final do mandato                     |
| 27 | Olívio Junqueira               | União Democrática Nacional UDN                   | José Adriano Ribeiro da Silva      | 31 de janeiro de 1956  | 30 de janeiro de 1960  | Prefeito eleito                                                                    |
| 28 | João Baptista Lisboa           | Partido Trabalhista Brasileiro PTB               | Ari Villa Nova                     | 31 de janeiro de 1960  | 1963                   | Prefeito e vice eleitos em sufrágio universal                                      |
| 29 | Ari Villa Nova                 | Partido Trabalhista Brasileiro PTB               | Cargo vago                         | 1963                   | 30 de janeiro de 1964  | Vice-prefeito eleito no cargo de prefeito até final do mandato                     |
| 30 | Paulinho Ribeiro               |                                                  | José Carlos Lyra de Andrade        | 31 de janeiro de 1964  | 30 de janeiro de 1969  | Prefeito eleito                                                                    |
| 31 | Orlandinho Lisboa              |                                                  | Antônio Carlos da Silva            | 31 de janeiro de 1969  | 30 de janeiro de 1973  | Prefeito eleito                                                                    |
| 32 | Paulinho Ribeiro               |                                                  | Carlos Henrique de Oliveira Passos | 31 de janeiro de 1973  | 30 de janeiro de 1977  | Prefeito eleito                                                                    |
| 33 | Olívio Junqueira               | Movimento Democrático Brasileiro MDB             | Dionísio de Abreu Neto             | 31 de janeiro de 1977  | 1982                   | Prefeito e vice eleitos em sufrágio universal                                      |
| 34 | Dionísio de Abreu Neto         | Movimento Democrático Brasileiro MDB             | Cargo vago                         | 1982                   | 31 de janeiro de 1983  | Vice-prefeito eleito no cargo de prefeito até final do mandato                     |
| 35 | Joaquim Amado Quevedo          | Partido do Movimento Democrático Brasileiro PMDB | Alceu Poles                        | 1 de fevereiro de 1983 | 31 de dezembro de 1988 | Prefeito e vice eleitos em sufrágio universal                                      |
| 36 | Wanderley Bocchi               | Partido Democrata Cristão PDC                    | Darci Corrêa Antunes               | 1 de janeiro de 1989   | 31 de dezembro de 1992 | Prefeito e vice eleitos em sufrágio universal                                      |
| 37 | Joaquim Amado Quevedo          | Partido do Movimento Democrático Brasileiro PMDB | Luiz Antônio Voss                  | 1 de janeiro de 1993   | 31 de dezembro de 1996 | Prefeito e vice eleitos em sufrágio universal                                      |
| 38 | Ademir Signori Borssato        | Partido do Movimento Democrático Brasileiro PMDB | Jamal Jorge Bittar                 | 1 de janeiro de 1997   | 31 de dezembro de 2000 | Prefeito eleito em sufrágio universal                                              |
| 38 | Ademir Signori Borssato        | Partido Trabalhista Brasileiro PTB               | Vicente Menezes                    | 1 de janeiro de 2001   | 31 de dezembro de 2004 | Prefeito reeleito e vice eleito em sufrágio universal                              |
| 39 | Luiz Gonzaga Vieira de Camargo | Partido da Social Democracia Brasileira PSDB     | Vicente Menezes                    | 1 de janeiro de 2005   | 31 de dezembro de 2008 | Prefeito eleito e vice reeleito em sufrágio universal                              |
| 39 | Luiz Gonzaga Vieira de Camargo | Partido da Social Democracia Brasileira PSDB     | Luiz Antônio Voss                  | 1 de janeiro de 2009   | 31 de dezembro de 2012 | Prefeito reeleito e vice eleito em sufrágio universal                              |
| 40 | José Manuel Corrêa Coelho      | Partido do Movimento Democrático Brasileiro PMDB | Vicente Menezes                    | 1 de janeiro de 2013   | 31 de dezembro de 2016 | Prefeito e vice eleitos em sufrágio universal                                      |
| 41 | Maria José Vieira de Camargo   | Partido da Social Democracia Brasileira PSDB     | Luiz Paulo                         | 1 de janeiro de 2017   | 31 de dezembro de 2020 | Prefeita e vice eleitos em sufrágio universal                                      |
| 41 | Maria José Vieira de Camargo   | Partido da Social Democracia Brasileira PSDB     | Miguel Lopes Cardoso Júnior        | 1 de janeiro de 2021   | 8 de agosto de 2021    | Prefeita reeleita e vice eleito em sufrágio universal                              |
| 42 | Miguel Lopes Cardoso Júnior    | Movimento Democrático Brasileiro MDB             | Cargo vago                         | 9 de agosto de 2021    | 31 de dezembro de 2024 | Vice-prefeito eleitou assumiu Prefeitura em decorrência do falecimento da titular. |
| 42 | Miguel Lopes Cardoso Júnior    | Partido Social Democrático PSD                   | Marquinho da Santa Casa            | 1 de janeiro de 2025   | Atualmente             | Prefeito reeleito e vice eleito em sufrágio universal                              |